# Budowlane Przedsiębiorstwo Powiatowe
Budowlane Przedsiębiorstwo Powiatowe – przedsiębiorstwo istniejące w latach 1950–1972, powołane zarządzeniem Ministerstw: Budownictwa oraz Administracji Publicznej, prowadzone w ramach narodowych planów gospodarczych według zasad rozrachunku gospodarczego. Zarządzanie powstało w porozumieniu z Przewodniczącym Państwowej Komisji Planowania Gospodarczego i Ministrem Skarbu.
Powołanie Przedsiębiorstwa pozostawało w ścisłym związku z dekretem z 1947 r. o tworzeniu przedsiębiorstw państwowych.
Przedsiębiorstwo zorganizowane zostało w każdym powiecie.
Zwierzchni nadzór nad przedsiębiorstwem sprawował Minister Budownictwa przy pomocy przedsiębiorstwa państwowego Dyrekcja Miejscowych Przedsiębiorstw Budowlanych oraz Wojewódzkiego Delegata Ministra Budownictwa.

## Powołanie wojewódzkich zarządów budowlanych przedsiębiorstw powiatowych
Na podstawie uchwały Prezydium Rządu z 1951 r. w sprawie utworzenia wojewódzkich zarządów budowlanych przedsiębiorstw powiatowych powołano wojewódzkie zarządy, które sprawowały koordynację, nadzór, kontrolę i ogólne kierownictwo na przedsiębiorstwami. Powołanie wojewódzkiego zarządu pozostawało w związku z dekretem z 1950 r. o przedsiębiorstwach państwowych i podporządkowania ich radom narodowym.

## Przedmiot działania przedsiębiorstwa
Przedmiotem działalności przedsiębiorstwa było:
- zaspakajanie potrzeb w zakresie wykonawstwa inwestycji budowlanych o zasięgu lokalnym ze szczególnym uwzględnieniem budownictwa wiejskiego, bądź w formie bezpośredniego prowadzenia robót budowlanych, bądź też w drodze organizowania wykonawstwa, przeprowadzanego przez osoby trzecie w trybie określonym szczegółowo w statucie;
- wykonywanie innych robót w zakresie budownictwa o zasięgu lokalnym w miarę potrzeb terytorialnych;
- organizowanie pomocniczej produkcji materiałów i elementów budowlanych dla potrzeb lokalnych.

## Władze przedsiębiorstwa
Organem zarządzającym przedsiębiorstwa była dyrekcja, powoływana i zwalniana przez Dyrekcję Miejscowych Przedsiębiorstw Budowlanych na wniosek starosty powiatowego. Składała się z kierownika przedsiębiorstwa, reprezentującego dyrekcję samodzielnie oraz z podległego mu kierownika finansowego.
Do ważności zobowiązań, zaciąganych przez przedsiębiorstwo, wymagane było współdziałanie:
- dwóch członków dyrekcji łącznie,
- jednego członka dyrekcji łącznie z osobą wyznaczoną do ich zastępowania.

## Zasady działalności przedsiębiorstwa
Przedsiębiorstwo prowadziło działalność w ramach rocznych planów produkcyjnych i finansowych. Przedsiębiorstwo obejmowało swoim planem produkcyjnym roboty przewidziane w planie inwestycyjnym, które nie były objęte planami produkcyjnymi innych przedsiębiorstw państwowych.
Przedsiębiorstwo kierowało się w swej działalności instrukcjami i dyspozycjami Dyrekcji Miejscowych Przedsiębiorstw Budowlanych, normującymi działalność Budowlanych Przedsiębiorstw Powiatowych w zakresie ich organizacyjnej struktury, metod działalności technicznej, sporządzania planów finansowo-gospodarczych, sprawozdawczości, inwestycji własnych przedsiębiorstw oraz normatywów środków obrotowych.

## Kontrola przedsiębiorstwa
Kontrola działalności przedsiębiorstwa przeprowadzona była przez Ministerstwo Budownictwa i dotyczyła w szczególności:
- zgodności działania przedsiębiorstwa z planem finansowo-gospodarczym,
- przestrzegania obowiązujących przepisów rachunkowych,
- przestrzegania wytycznych i poleceń władz nadzorczych.

## Zniesienie przedsiębiorstwa
Na podstawie uchwały Rady Ministrów z 1972 r. w sprawie utraty mocy obowiązującej niektórych uchwał Rady Ministrów, Prezydium Rządu, Komitetu Ekonomicznego Rady Ministrów i Komitetu Ministrów do Spraw Kultury, ogłoszonych w Monitorze Polskim zlikwidowano Budowlane Przedsiębiorstwo Powiatowe.